# 11430 Lodewijkberg
11430 Lodewijkberg este o planetă minoră (asteroid) din centura de asteroizi. A fost descoperită pe 17 octombrie 1960 la Observatorul Palomar de Cornelis Johannes van Houten și a fost numită după Lodewijk van den Berg⁠(d). 
Obiectul prezintă o orbită caracterizată de o semiaxă mare de 2,2046213 UAi, o excentricitate de 0,12, o înclinație de 3,94359 ° în raport cu ecliptica.